# Juan Rincón
Pour les articles homonymes, voir Rincón.
Juan Rincón, né le 23 janvier 1979 à Maracaibo au Venezuela, est un joueur vénézuélien de baseball évoluant en Ligue majeure de baseball. 

## Carrière
Juan Rincón est recruté comme agent libre amateur le 4 novembre 1994 par les Twins du Minnesota. Après six saisons en Ligues mineures, il débute en Ligue majeure le 7 juin 2001. Il s'aligne avec les Twins jusqu'en 2008.
Devenu agent libre, il signe chez les Indians de Cleveland le 24 juin 2008 puis rejoint les Tigers de Détroit le 20 janvier 2009. Reversé en Triple-A à la mi-mai, il refuse cette affectation, et se déclare agent libre. Il signe alors chez les Rockies du Colorado, avec qui il termine la saison 2009 et dispute deux parties en 2010.
Après avoir participé à l'entraînement de printemps des Dodgers de Los Angeles en 2011 et avoir été retranché à la fin du camp, Rincón passe la saison qui suit avec les Bluefish de Bridgeport, un club indépendant non affilié à une franchise du baseball majeur. Le 26 février 2012, il rejoint les Angels de Los Angeles d'Anaheim.